# Vilémov (okres Chomutov)
Vilémov (německy Willomitz) je obec v Ústeckém kraji v okrese Chomutov. Stojí v mírně zvlněné krajině západní části Žatecké pánve asi devět kilometrů jihovýchodně od Kadaně v nadmořské výšce okolo 300 metrů. Protéká jím říčka Liboc. Obec se skládá ze čtyř částí: Vilémova, Blova, Vinařů a Zahořan, v nichž žije celkem 634 obyvatel. V samotném Vilémově žije přes 400 lidí.
Vilémov byl založen v první polovině čtrnáctého století a brzy se rozrostl na malé trhové městečko. I přes povýšení na město v roce 1586 si uchoval zemědělský ráz. Teprve v devatenáctém století se v okolí rozšířila těžba hnědého uhlí a v samotném městě se rozvinul drobný průmysl. Distribuci zemědělských a průmyslových výrobků umožnilo otevření tzv. Doupovské dráhy. Těžba uhlí skončila už před druhou světovou válkou. Po ní klesl počet obyvatel přibližně o třetinu a v místním hospodářství opět převládlo zemědělství.
Bývalé město má charakter vesnice s velkou návsí. Její severovýchodní straně dominuje památkově chráněná budova radnice. Poblíž radnice stojí sloup Nejsvětější Trojice. V hospodářském areálu na jižním okraji vesnice je vilémovský zámek a ještě dál na jih, mimo zástavbu vesnice, se nachází kostel svatého Mikuláše a Jména Panny Marie s farou.

## Název
Název vesnice je odvozen ze jmen jejích zakladatelů, kterými byli bratři Vilém starší a Vilém mladší z Egerberka. V historických pramenech se jméno vesnice vyskytuje ve tvarech: Wilemow (1342), Wylhelmycz (1352), de Wilemowa (1398), de Wylemowicz (1404), de Wylemow (1437), na Vilémově (1522) nebo Willomicz (1593).

## Historie
Vilémov založili bratři Vilém starší a Vilém mladší z Egerberka v první polovině čtrnáctého století. První písemná zmínka o něm pochází z roku 1342, kdy jim Karel IV. povolil v městečku konat každé úterý trh a udělil mu také hrdelní právo. O pět let později král Vilémov povýšil na trhové městečko. Páni z Egerberka Vilémov prodali, a v letech 1384–1396 tak městečko patřilo Rackovi z Vilémova, který si nechal dříve udělené výsady potvrdit od krále Václava IV.
V první polovině patnáctého století se v držení městečka vystřídalo několik majitelů. V letech 1404–1411 to byli bratři Ondřej Paldra a Zikmund z Vařin a Vilémova, Janko z Podlesic, v letech 1419–1434 Petr a Erhart Alendorfové z Kadaně a po nich husitský hejtman Jan Mladý z Křízova, kterému král Zikmund opět potvrdil vilémovská privilegia.
Vilémovští poddaní z každého lánu odváděli poplatek ve výši tři kopy a 42 grošů a pět slepic. Při žních museli pracovat na vrchnostenských polích, vozit dříví z lesa a na Velikonoce z každého lánu odevzdat vepřovou plec. Mlynáři dvakrát ročně odevzdávali vykrmeného vepře a osm korců obilí. Při vypsání zemské berně činil vilémovský poplatek dvě a půl kopy grošů za lán a patnáct grošů za mlýnské kolo. Naproti povinnostem mohli poddaní volně nakládat se svým majetkem a užívat obecní pastviny a pozemky.

### Doupovcové zDoupova
Ve druhé polovině patnáctého století Vilémov získali Doupovcové z Doupova. Prvním z nich byl Humprecht z Doupova se sestrou Alžbětou, po nich Jan Waltscher z Doupova, Jindřich z Doupova a Vilém Doupovec z Doupova. Doupovcové si v městečku postavili tvrz připomínanou poprvé v majetku Viléma Doupovce z Doupova na počátku šestnáctého století. Po Vilémovi městečko zdědil syn Bedřich, který nechal postavit renesanční hrobku u kostela svatého Mikuláše.

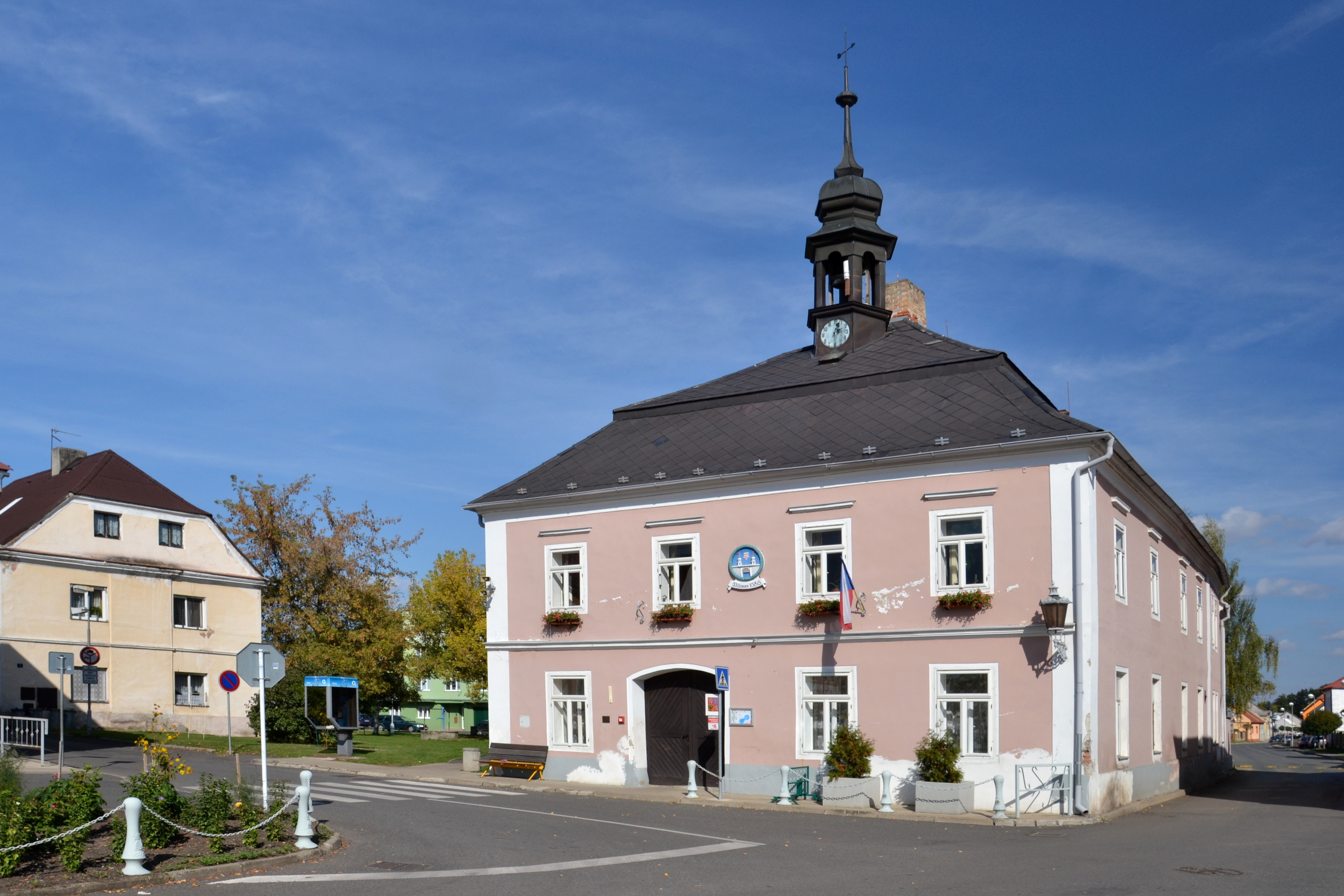
Radnice

Po Bedřichovi městečko vlastnili Šebestián z Doupova (1570) a Jindřich mladší z Doupova. Na počátku roku 1584 Jindřich povolil místním řemeslníkům založení cechu, který jim měl usnadnit obranu proti pronikání cizích řemeslníků do města. Významným milníkem se pro městečko stal rok 1586, kdy císař Rudolf II. povýšil Vilémov na město. Udělil mu také městský znak a právo pořádat dva výroční trhy. Měšťané proto v roce 1592 koupili za sto kop grošů dům od Lorence Dopsche, ve kterém zřídili radnici. Městu patřil také pivovar a lázně, obojí zmiňované poprvé v roce 1593.
Dalším majitelem panství se stal Jindřichův bratr Bedřich Doupovec z Doupova, po jehož smrti statek za nezletilé děti spravovala jejich matka Barbara, rozená Pětipeská z Chýš a Egerberka. Ta obnovila městskou správu, kterou tvořili čtyři purkmistři, z nichž jeden vybíral clo, osm konšelů, městský sudí, tři církevní radní, dva odhadci masa, dva výběrčí cla, dva dozorci lesa a dvanáct obecních přísežných. Většina obyvatel města v té době byla protestantského vyznání.
Po matce panství v letech 1605–1617 spravoval syn Vojtěch Doupovec z Doupova, který roku 1608 koupil městský mlýn i s pozemky. Majetek odkázal Ludmile z Doupova provdané za Jana Adama Haugwitze. Po nich se posledním příslušníkem rodu Doupovců ve Vilémově stal Vilém Vojtěch Doupovec z Doupova. Zemřel roku 1621, ale za účast na pražské defenestraci a stavovském povstání byl o rok později odsouzen ke konfiskaci jedné třetiny majetku, ke které patřil Vilémov s tvrzí, pivovarem, panským mlýnem a pilou, lesy, rybníky, vesnice Podlesice a Široké Třebčice a další vsi. Zabavený majetek v roce 1623 koupil hrabě Jan Zdeněk Vratislav z Mitrovic.

### Sedmnácté a osmnácté století
Během třicetileté války město třikrát vyhořelo a opakovaně jej ohrožovaly vojenské oddíly a bandy lapků. Podle berní ruly z roku 1654 byla třetina ze 61 domů po válce pustá. Obyvatelé se živili zemědělstvím a řemesly. Dohromady jim patřilo 29 potahů, 67 krav, 42 jalovic 54 ovcí, 104 prasat a pět koz. Z řemeslníků ve městě pracovali ševci, pekaři, řezníci, krejčí, zedníci, bečváři, tesaři, zámečník, truhlář a kovář. Z dřívějších dvou mlýnů zůstal jen jeden s jedním kolem a bývalý měšťanský pivovar od roku 1623 provozovala vrchnost. K panství patřily vsi Podlesice, Široké Třebčice, Kaštice, Konice a Sedlec.

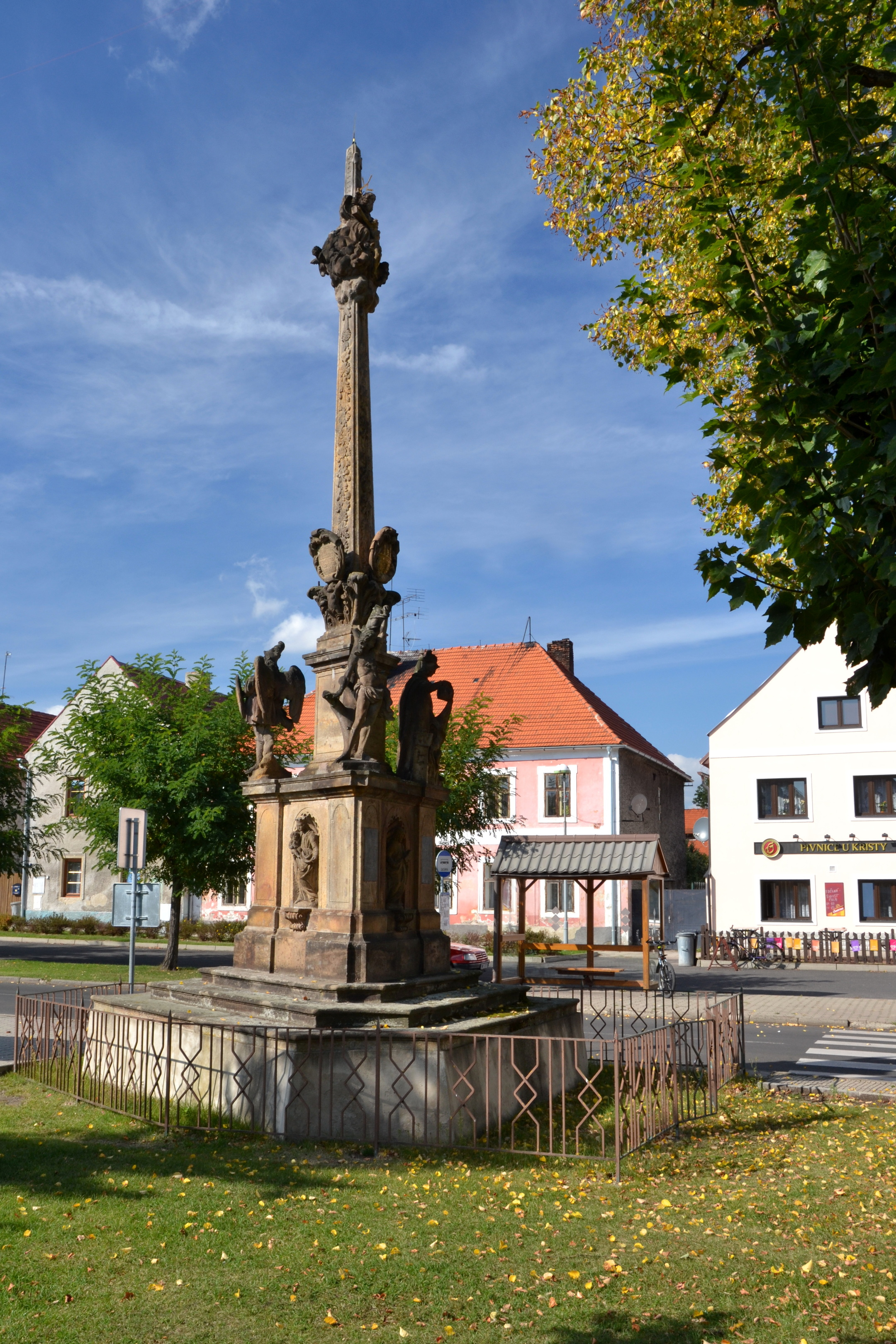
Sloup se sousoším Nejsvětější Trojice

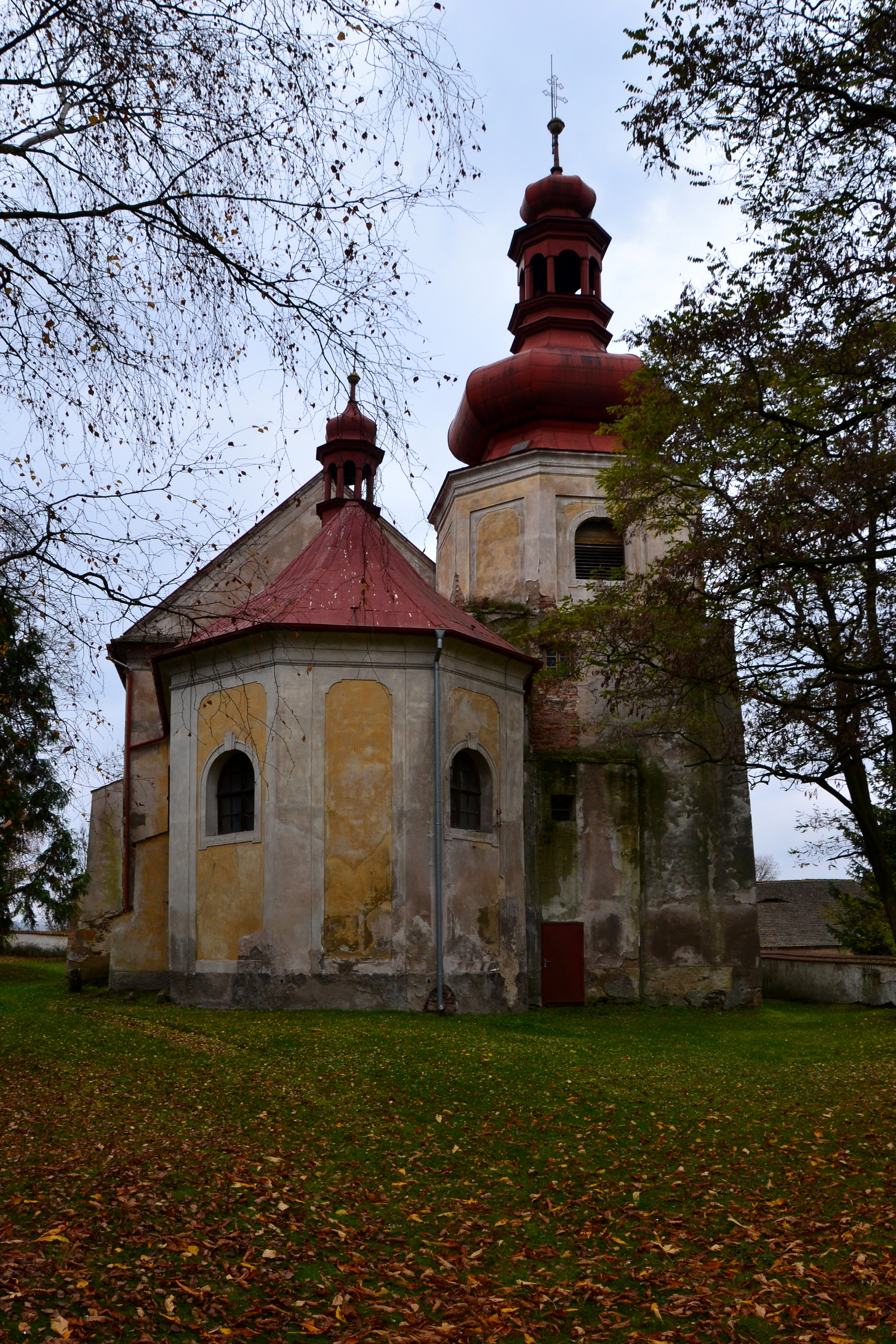
Kostel svatého Mikuláše a Jména Panny Marie

Hrabě Jan Zdeněk Vratislav z Mitrovic zemřel roku 1659 a pohřben byl ve vilémovské hrobce. Panství po něm zdědila dcera Alžběta Anna Františka, která se provdala za rytíře Jana Karla Hložka ze Žampachu. V tom čase Vilémov během krátké doby (1657, 1659 a 1661) postihly další tři požáry, které s výjimkou tří domů zničily celé město. Roku 1662 Alžběta Anna panství prodala svobodné paní Polyxeně Marii z Račína, po níž je zdědil syn Jan Jáchym Michal z Račína.
Novou radnici měšťané postavili v roce 1687. Městský magistrát byl rozšířen o funkci primátora a přibyli dva celníci a dva dozorci chleba. Jan Jáchym z Račína zemřel v roce 1696 a jeho nástupník byl poddanými označován jako zlý Račín, protože údajně zabil několik žen a 3. září 1711 způsobil požár kostela a fary. O dva roky později se v okolní krajině rozšířil mor, který zasáhl sousední Mašťov. Vilémovu se vyhnul, a zdejší měšťané z vděčnosti na náměstí postavili morový sloup zasvěcený Nejsvětější Trojici.
V osmnáctém století město získal rod Golčů. Posledním z nich byl plukovník Arnošt Jan Golč, který se 30. prosince 1792 zastřelil, a panství po něm zdědil Vojtěch Mladota do Solopisk, který nechal starou zpustlou tvrz přestavět na malý zámek pro úředníky. V roce 1835 se majitelkou města stala hraběnka Gabriela z Ditrichštejna, rozená Vratislavová z Mitrovic.

### Rozvoj hornictví
Vilémov se nachází v oblasti pětipeské uhelné pánve. Uhelná sloj se nachází v hloubkách deset až sto metrů, ale zdejší hnědé uhlí je nekvalitní, protože obsahuje až 30 % popela. Přesto se v průběhu devatenáctého století, vzhledem k nedostatku paliva, začalo těžit i zde. Brzy začaly spory mezi těžaři a měšťany, kteří si stěžovali, že se jim v důsledku dolování propadají zemědělské pozemky a v roce 1833 se propadla poddolovaná cesta.
Asi jeden kilometr východně od Vilémova byl důl Stamm, druhý největší hnědouhelný důl pětipeské pánve. Nacházel se v místech starších dolů Ferdinand a Karel, které zde krátce fungovaly po polovině devatenáctého století a ročně dobývaly asi 300 tun uhlí. Koncem devatenáctého století na jejich místě pětipeské těžařstvo Union otevřelo důl Ferdinand Karel Vojtěch, později přejmenovaný na důl Svatopluk a v roce 1921 na Stammverk podle nového majitele F. Stamma. Těžná šachta se nacházela v blízkosti vilémovského nádraží. Dvacet až třicet horníků tu z hloubky až šedesát metrů dobývalo sloj mocnou až osm metrů. Důl byl uzavřen během hospodářské krize v roce 1934 poté, co se v něm celkově vytěžilo až 600 000 tun uhlí.
Severovýchodně od Vilémova existoval od roku 1918 důl Evžen vilémovského hnědouhelného těžařstva se sídlem ve Stuttgartu. Zaměstnával až čtrnáct horníků, kteří v pracovali v podobných podmínkách jako u dolu Stamm. Evžen byl uzavřen v roce 1921 s celkovou produkcí pouhých 10 000 tun. Mezi Vilémovem a Radonicemi se od poloviny devatenáctého století nacházel komplex tří dolů patřících rodině Willmitzerů. Těžba se postupně přesouvala ze starších dolů Josef a Karel směrem k východu, kde se u silnice do Podlesic nacházel důl Mikuláš uzavřený až v roce 1913. Doly zaměstnávaly maximálně dvacet horníků a produkovaly až sedm tisíc tun uhlí ročně. Celková těžba se odhaduje na 300 000 tun uhlí.

### Moderní dějiny

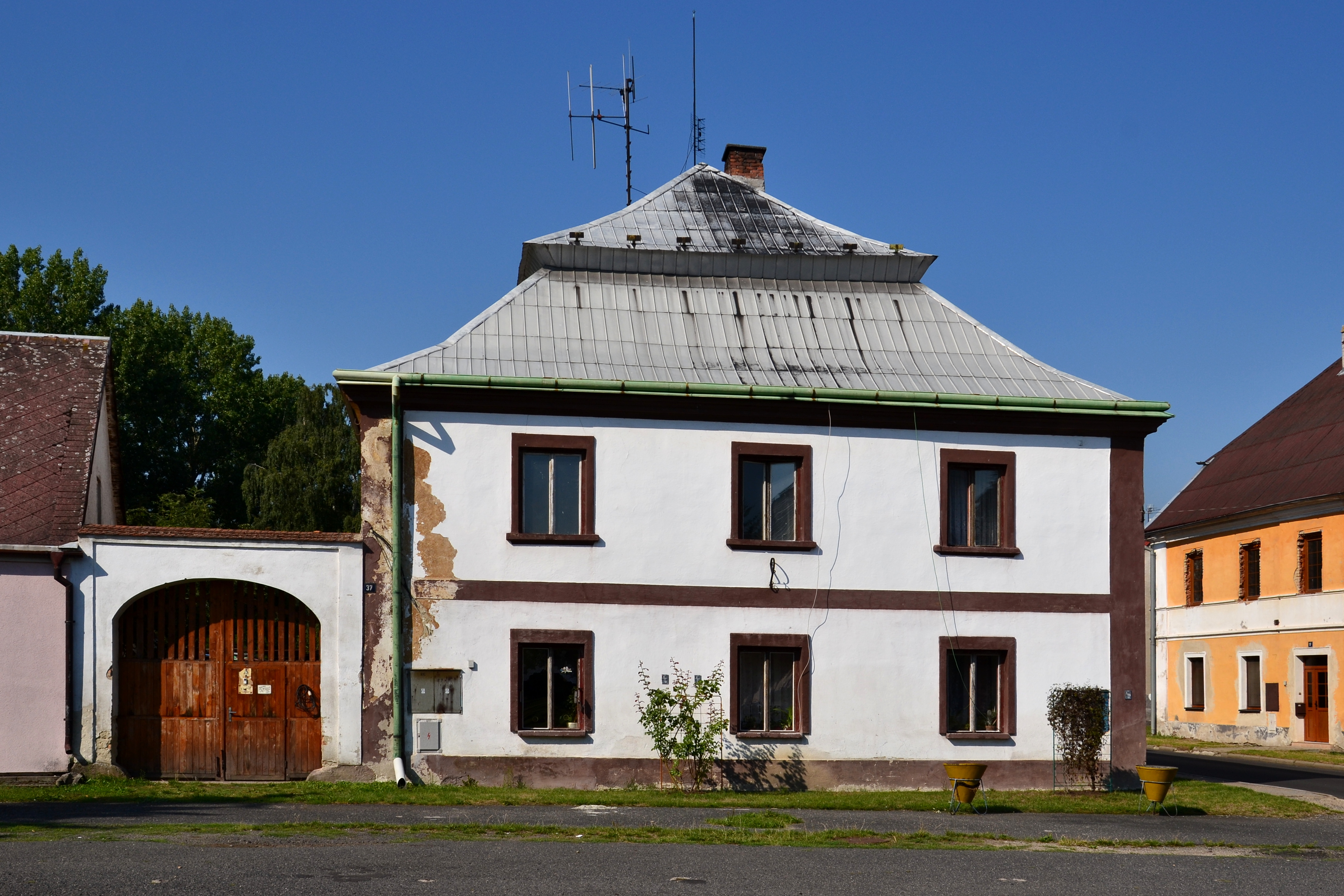
Památkově chráněné usedlost čp. 37

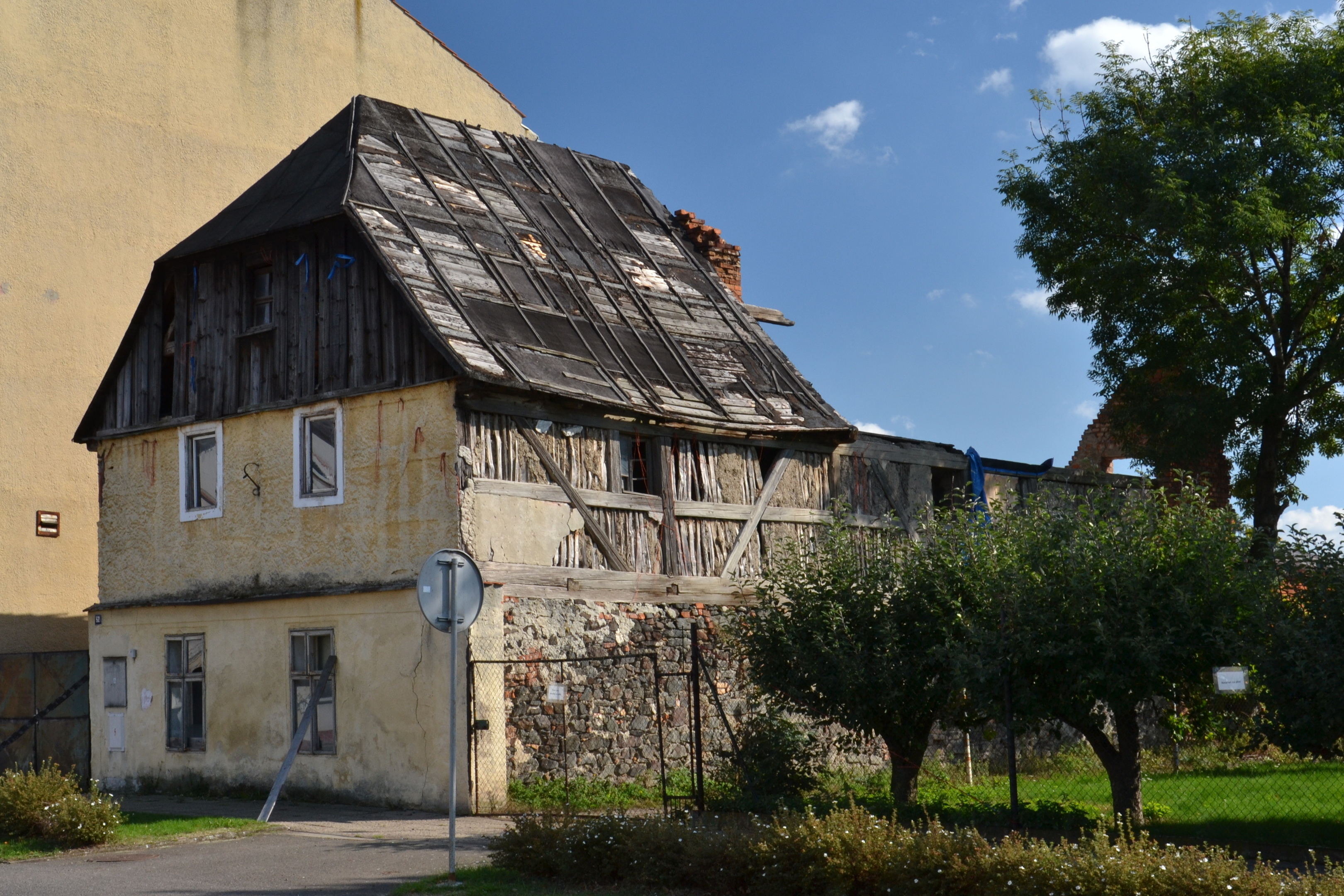
Dům čp. 52

Posledním šlechtickým majitelem města se 30. prosince 1845 stal hrabě Evžen Karel Černín z Chudenic. Po zrušení poddanství v roce 1850 sice Černínové o část majetku přišli, ale i tak zůstali největšími majiteli pozemků v okolí.
Dopravní spojení Vilémova v roce 1884 zlepšilo zahájení provozu na železniční trati Kaštice–Radonice společnosti Kadaňské místní dráhy a ve stejném roce byl ve městě otevřen poštovní úřad napojený na telegrafní síť. Železnice sloužila zejména k dopravě místního uhlí, cihlářských a zemědělských produktů k zákazníkům. V roce 1903 byla zprovozněna odbočka trati z Vilémova do Doupova. Ve městě fungovala také továrna na azbestové výrobky, ve které byl během druhé světové války roku 1940 zřízen zajatecký tábor pro zajatce z Francie. Na konci války z něj bylo 8. května 1945 propuštěno dvacet zajatců a jejich ubytovna byla upravena na skladiště.
Po válce byli vysídleni němečtí obyvatelé, ale pokles počtu obyvatel nebyl tak výrazný jako jinde, protože o zdejší usedlosti byl velký zájem mezi přistěhovalci z vnitrozemí. Lákaly je sem dobré pracovní příležitosti v zemědělství, továrně na azbestové výrobky nebo v radonickém dole Františka. Část nově přistěhovaných obyvatel Vilémov opustila po velkém suchu v roce 1947. Neobdělávaných polí se ujalo jednotné zemědělské družstvo prvního typu založené v roce 1951. Zaměření na rostlinnou výrobu se neosvědčilo, takže v roce 1953 bylo družstvo zrušeno a nahrazeno zemědělským družstvem třetího typu. Některé pozemky obhospodařovával státní statek, který se později stal součástí Státní statku Veliká Ves a od 1. ledna 1975 byl začleněn do oborového podniku Chomutov. Statek ve Vilémově zřídil produkční stanici a výkrmu prasat. Družstvo i státní statek zanikly po roce 1990. Část obyvatel si našla zaměstnání v nedalekých hnědouhelných lomech a elektrárnách.
Ráz venkovského městečka s řadami zemědělských usedlostí v roce 1972 pozměnila výstavba dvou panelových domů. V devadesátých letech byly zmodernizovány rozvody elektřiny, veřejného rozhlasu, osvětlení a telefonních linek. Proběhla úprava veřejných prostranství a spuštěna byla čistírna odpadních vod.

## Přírodní poměry
Vilémov se nachází v Ústeckém kraji v katastrálním území Vilémov u Kadaně o rozloze 9,81 km² asi devět kilometrů jihovýchodně od Kadaně.
V geologickém podloží podloží katastrálního území převládají neogenní sedimenty (písky, štěrky, jíl a podřadně uhelné sloje), ale zasahují sem i dvě rozsáhlé polohy třetihorních vulkanických hornin Doupovských hor. Jedna z nich leží v širokém pásu severně od Vilémova. Druhá se nachází v jihozápadní části katastrálního území a zasahuje až na okraj vesnice. Podloží je zde tvořené pyroklastickými horninami bazaltového typu, ale jádro vrchu Vilémovská hůrka je budováno alkalickými bazalty, tefrity nebo podobnými horninami. Do severní části katastrálního území zasahuje chráněné ložiskové území Vintířov s ložisky hnědého uhlí. Druhé ložiskové území Veliká Ves I. s hnědým uhlím leží podél jižní a jihovýchodní hranice území.
Většina katastrálního území se nachází v mírně zvlněném geomorfologickém okrsku Pětipeská kotlina, který je součástí podcelku Žatecká pánev a celku Mostecká pánev. Nejvyšším bodem je Vilémovská hůrka (361 metrů), která je výběžkem Doupovských hor, resp. jejich okrsku Rohozecká vrchovina. Severní hranice okrsku sahá téměř až k Liboci a na východě k silnici z Vilémova do Podlesic. Půdní pokryv tvoří tři půdní typy. V severní části území až k Zahořanům se vyskytuje černice fluvická vyvinutá na nivních sedimentech. Mezi Zahořany a Libocí a v oblasti Rohozecké vrchoviny převažuje kambizem eutrofní na svahovinách čedičů. Na jihozápadě od Vilémova se vyvinula černozem modální na spraších.
Hlavním vodním tokem, který územím protéká od západu k severovýchodu, je říčka Liboc. V okolí Vilémova nemá žádné přítoky a sama patří k povodí Ohře.
V Quittovově klasifikaci podnebí se většina území nachází v teplé oblasti T2, ale Vilémovská hůrka patří do mírně teplé oblasti MT11. Pro mírně teplou oblast jsou charakteristické průměrné teploty −2 až −3 °C v lednu a 16–17 °C v červenci. Roční úhrn srážek je 600–750 milimetrů. V teplé oblasti se průměrné teploty pohybují od −2 do −3 °C v lednu a mezi 18 a 19 °C v červenci. Srážky dosahují 550–700 milimetrů. Značný je rozdíl v počtu letních dnů. Zatímco v teplé oblasti jich bývá 50–60 ročně, v mírně teplé oblasti jich nastává pouze 20–30.

## Obyvatelstvo
Při sčítání lidu v roce 1921 zde žilo 1108 obyvatel (z toho 535 mužů). Kromě 36 Čechů a 22 cizinců byli všichni německé národnosti. Většina z nich se hlásila k římskokatolické církvi, ale bylo tu také šestnáct evangelíků, šest židů a jeden člověk bez vyznání. Podle sčítání lidu z roku 1930 zde žilo 983 obyvatel, z nichž bylo šest cizinců, 94 lidí československé, 878 německé a pět jiné národnosti. Deset obyvatel bylo bez vyznání, šestnáct se jich hlásilo k evangelické, dvanáct k československé, čtyři k izraelské a jeden k jiné církvi. Ostatní byli římskými katolíky.
|                                                         | 1869 | 1880  | 1890  | 1900  | 1910 | 1921  | 1930 | 1950 | 1961 | 1970 | 1980 | 1991 | 2001 | 2011 | 2021 |
| ------------------------------------------------------- | ---- | ----- | ----- | ----- | ---- | ----- | ---- | ---- | ---- | ---- | ---- | ---- | ---- | ---- | ---- |
| Obyvatelé                                               | 854  | 1 029 | 1 141 | 1 050 | 971  | 1 108 | 983  | 609  | 645  | 558  | 527  | 447  | 440  | 428  | 441  |
| Domy                                                    | 146  | 158   | 159   | 170   | 165  | 170   | 184  | 161  | 155  | 138  | 121  | 135  | 137  | 138  | 142  |
| Data z roku 1961 zahrnují i domy místní části Zahořany. |      |       |       |       |      |       |      |      |      |      |      |      |      |      |      |

## Obecní správa a politika

### Správní území a místní části
Od roku 1869 byl Vilémov uváděn jako obec v okrese Kadaň. Při reformě územní správy byl převeden do okresu Chomutov a zároveň k němu byla připojena osada Zahořany. Od 30. dubna 1976 jsou součástí Vilémova také části obce Blov a Vinaře.
Vilémov leží v Ústeckém kraji v okrese Chomutov a patří ke správnímu obvodu obce s rozšířenou působností Kadaň. Správní území obce s celkovou rozlohou 18,83 km² se skládá ze dvou katastrálních území. V katastrálním území Vilémov u Kadaně (9,81 km²) se kromě Vilémova nachází také část obce Zahořany a v katastrálním území Vinaře u Kadaně (9,02 km²) stojí Vinaře a Blov.

### Obecní symboly
Vlajka byla obci udělena rozhodnutím předsedkyně Poslanecké sněmovny Parlamentu České republiky dne 25. listopadu 2011.

### Zastupitelstvo a starosta
V místních volbách se volí devět členů obecního zastupitelstva.

## Hospodářství
Po roce 1990 na činnost zemědělského družstva a státního statku navázali drobní zemědělci, Zemědělské družstvo Račetice a Sdružení soukromých zemědělců Vitčice. V obci vznikla pekárna Hroch, dvě truhlárny a podnik na výrobu odlitků. Do správního území obce patří také bývalý Topolanský dvůr přestavěný na podnik zaměřený na betonářské výrobky. Po ukončení provozu betonárky vznikl okolo roku 2016 záměr zřídit v areálu obalovnu živičných směsí.

## Doprava

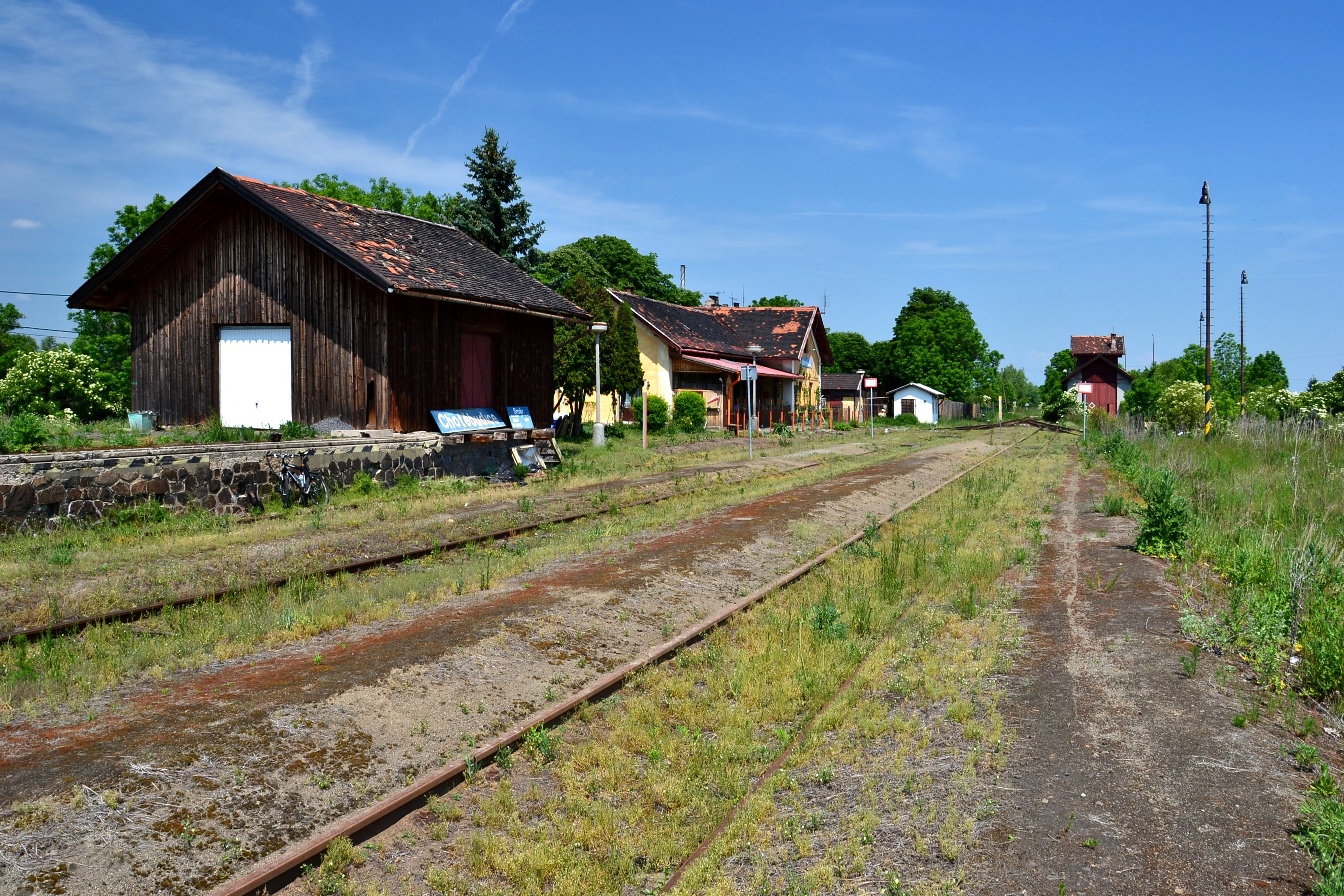
Železniční zastávka Vilémov u Kadaně

Vilémov stojí na křižovatce dvou silnic třetí třídy. Ze sever k jihu vede silnice III/22410 spojující Krásný Dvůr se silnicí III/22425 z Vinařů do Blova. Ve směru západ–východ Vilémovem vede silnice III/22417 z Račetic do Radonic. Na východním okraji vesnice a na Náměstí jsou zastávky autobusové linkové dopravy. Na železničních tratích Kadaň–Kaštice a Vilémov – Podbořanský Rohozec jsou zastávky Vilémov u Kadaně a Vilémov u Kadaně město. Na obou tratích však jezdí jen sezónní turistické vlaky, a nejbližší pravidelně obsluhovaná stanice s intenzivnější dopravou je proto Kadaň. Vesnicí ani jejím okolím nevedou žádné značené turistické trasy ani cyklotrasy.

## Společnost

### Školství
Škola u fary ve Vilémově bývala od sedmnáctého století. V roce 1873 byla postavena nová školní budova v ceně 12 800 zlatých. Škola byla od roku 1885 trojtřídní a vyučovalo se v ní německy. Dvoutřídní česká škola byla otevřena až 1. září 1923, ale vlastní budovu získala až v letech 1926–1927. Po roce 1990 školu navštěvovaly také děti z Libědic, Pětipsů, Vidolic, Nových Třebčic, Vitčic, Podlesic, Račetic, Zahořan, Blova a Vinař.

### Kultura a sport
V obci funguje fotbalový oddíl TJ Sokol Vilémov. Obecní úřad je zřizovatelem obecní knihovny. Ta navazuje na činnost místní lidové knihovny otevřené po roce 1945, která nahradila Českou obecní menšinovou knihovnu založenou v roce 1922 a Knihovnu české obecné menšinové školy z roku 1938.

## Pamětihodnosti

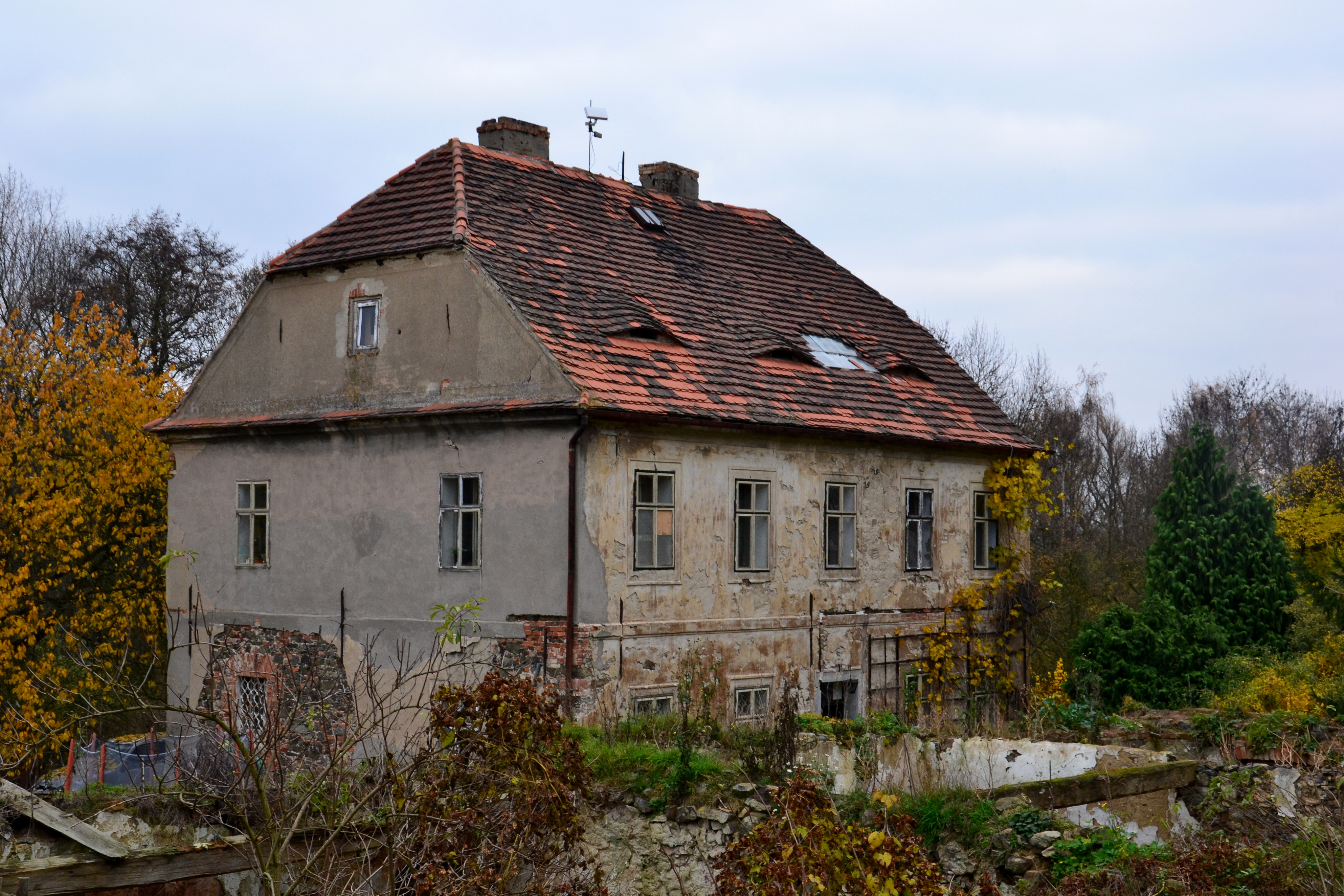
Fara

- Na hřbitově stojí původně renesanční kostel svatého Mikuláše a Jména Panny Marie z roku 1612. V osmnáctém století prošel barokní úpravou. Naproti kostelu je renesanční hřbitovní kaple.[38] Severně od kostela stojí barokní patrová budova fary.[38]
- Klasicistní budova radnice (čp. 1) s mansardovou střechou pochází z první čtvrtiny devatenáctého století. Průčelí zdobí patrová korunní římsa a k zadní straně přiléhá dvůr obklopený dalšími dvěma křídly a ohradní zdí.[39] Druhým památkově chráněným objektem na náměstí je venkovská usedlost čp. 37. Postavena byla okolo roku 1800. Skládá se z obytné budovy s mansardovou střechou a chlévů. Do areálu usedlosti vede zděná brána se stlačeným obloukem a dvoukřídlými dřevěnými vraty.[40] Do roku 2016 býval chráněn také dům čp. 52 s hrázděným patrem z první poloviny devatenáctého století.[41]
- Přibližně ve středu Náměstí stojí sloup se sousoším Nejsvětější Trojice z roku 1713. Sloup je umístěn na trojbokém podstavci, v jehož nárožích jsou sochy svatého Floriána, svatého Šebestiána a archanděla. Ve výklencích podstavce jsou menší sochy Madony, svaté Anny a Panny Marie a svatého Josefa.[42]
- Na jižním okraji vesnice se nachází hospodářský areál s budovou vilémovského zámku postaveného na místě starší tvrze koncem osmnáctého století.[12]

## Osobnosti
- Hieronymus Roth (1826–1897), politik
- Vlastimil Kopecký (1912–1967), fotbalista